# Seznam zápasů kolumbijské fotbalové reprezentace na MS
Kolumbijská fotbalová reprezentace byla celkem 6x na mistrovstvích světa ve fotbale a to v letech 1962, 1990, 1994, 1998, 2014, 2018.
- Aktualizace po MS 2018 - Počet utkání - 22 - Vítězství - 9x - Remízy - 2x - Prohry - 11x

| Číslo | Soupeř            | Výsledek                | MS      | Fáze turnaje       | Góly Kolumbie                                                                               |
| ----- | ----------------- | ----------------------- | ------- | ------------------ | ------------------------------------------------------------------------------------------- |
| 1.    | Uruguay           | 1 – 2                   | MS 1962 | základní skupina A | Francisco Zuluaga                                                                           |
| 2.    | Sovětský svaz     | 4 – 4                   | MS 1962 | základní skupina A | Germán Aceros, Marco Coll, Antonio Rada, Marino Klinger                                     |
| 3.    | Jugoslávie        | 0 – 5                   | MS 1962 | základní skupina A |                                                                                             |
| 4.    | SAE               | 2 – 0                   | MS 1990 | základní skupina D | Bernardo Redín, Carlos Valderrama                                                           |
| 5.    | Jugoslávie        | 0 – 1                   | MS 1990 | základní skupina D |                                                                                             |
| 6.    | SRN               | 1 – 1                   | MS 1990 | základní skupina D | Freddy Rincón                                                                               |
| 7.    | Kamerun           | 1 – 2 (PP)              | MS 1990 | osmifinále         | Bernardo Redín                                                                              |
| 8.    | Rumunsko          | 1 – 3                   | MS 1994 | základní skupina A | Adolfo Valencia                                                                             |
| 9.    | USA               | 1 – 2                   | MS 1994 | základní skupina A | Adolfo Valencia                                                                             |
| 10.   | Švýcarsko         | 2 – 0                   | MS 1994 | základní skupina A | Hernán Gaviria, John Harold Lozano                                                          |
| 11.   | Rumunsko          | 0 – 1                   | MS 1998 | základní skupina G |                                                                                             |
| 12.   | Tunisko           | 1 – 0                   | MS 1998 | základní skupina G | Léider Preciado                                                                             |
| 13.   | Anglie            | 0 – 2                   | MS 1998 | základní skupina G |                                                                                             |
| 14.   | Řecko             | 3 – 0                   | MS 2014 | základní skupina C | Pablo Armero, Teófilo Gutiérrez, James Rodríguez                                            |
| 15.   | Pobřeží slonoviny | 2 – 1                   | MS 2014 | základní skupina C | James Rodríguez, Juan Fernando Quintero                                                     |
| 16.   | Japonsko          | 4 – 1                   | MS 2014 | základní skupina C | Juan Guillermo Cuadrado (penalta), Jackson Martínez (2), James Rodríguez                    |
| 17.   | Uruguay           | 2 – 0                   | MS 2014 | osmifinále         | James Rodríguez (2)                                                                         |
| 18.   | Brazílie          | 1 – 2                   | MS 2014 | čtvrtfinále        | James Rodríguez                                                                             |
| 19.   | Japonsko          | 1 – 2                   | MS 2018 | základní skupina H | Juan Fernando Quintero                                                                      |
| 20.   | Polsko            | 3 – 0                   | MS 2018 | základní skupina H | Yerry Mina, Radamel Falcao, Juan Guillermo Cuadrado                                         |
| 21.   | Senegal           | 1 – 0                   | MS 2018 | základní skupina H | Yerry Mina                                                                                  |
| 22.   | Anglie            | 1 – 1 (PP) (pen. 3 - 4) | MS 2018 | osmifinále         | Yerry Mina Radamel Falcao, Juan Guillermo Cuadrado, Luis Muriel, Mateus Uribe, Carlos Bacca |